# انداینگو
انداینگو (به لاتین: Andaingo) یک سکونتگاه مسکونی در ماداگاسکار است که در آلائوترا-مانگورو واقع شده‌است.

## خصوصیات
انداینگو ۱۵٬۰۰۰ نفر جمعیت دارد و ۹۷۸ متر بالاتر از سطح دریا واقع شده‌است.